# باشگاه فوتبال پنیارول
باشگاه فوتبال پنیارول (اسپانیایی: Club Atlético Peñarol‎) یک باشگاه فوتبال در کشور اروگوئه است.
این باشگاه که در شهر مونته‌ویدئو قرار دارد در سال ۱۸۹۱ میلادی تأسیس شده است و سابقه ۵۲ قهرمانی در لیگ برتر فوتبال اروگوئه و ۵ قهرمانی در جام لیبرتادورس و ۳ قهرمانی در جام باشگاه‌های جهان را  دارد.